# Bonjour America TV
Bonjour America TV est la première chaîne de télévision américaine diffusant en français aux États-Unis. La chaîne francophone a été créée en 2013 à Miami en Floride sous l'intitulé de Bonjour Television Network.

## Création
La chaîne francophone américaine Bonjour America TV a été fondée en 2013, sous la dénomination de Bonjour Television Network, par Victor J. Romero et des dirigeants de la communauté française et des francophiles américains. Sa mission est de servir la communauté de langue française vivant aux États-Unis. 
D'abord créée pour répondre à une demande de la part de l'importante communauté francophone de Floride (environ 600 000 locuteurs, Français, Québécois et Haïtiens), la chaîne Bonjour America TV a rapidement élargi sa diffusion pour atteindre plus largement les 20 millions de francophones potentiels vivant aux États-Unis.
La chaîne compte une cinquantaine d'employés et journalistes.

## Programmation
La programmation de Bonjour America TV est constituée de programmes venant de plusieurs pays francophones (France, Belgique francophone (37 %), Suisse (15 %), Canada (15 %), Afrique (2 %)) et des départements et collectivités français d’outre-mer, ainsi que de programmes enregistrés localement sur le territoire américain. 
La programmation comprend notamment un journal télévisé, des programmes de divertissement (jeux et téléréalité), du sport, de la culture, de l’art et de la musique. Des programmes éducatifs sur l’environnement et le développement durable sont également présentés.